# Key West
Key West (spanisch Cayo Hueso) ist eine Stadt und der County Seat des Monroe County im US-Bundesstaat Florida mit 26.444 Einwohnern (Stand: 2020). Die Stadt befindet sich größtenteils auf der gleichnamigen Insel am Westende der Florida Keys. Der englische Name leitet sich von der spanischen Bezeichnung „Cayo“ für kleine flache Inseln im Golf von Mexiko ab.

## Geographie
Der Hauptteil der Stadt befindet sich auf der Insel Key West, daneben umfasst das Stadtgebiet noch vier weitere Inseln. Vor der Westküste liegt das nur per Boot erreichbare kleine Sunset Key. Im Norden gehören die Inseln Sigsbee Park und Fleming Key mit zwei kleinen nördlich vorgelagerten Keys zum Gemeindegebiet. Beide Inseln werden von der United States Navy genutzt und sind mit einer Brücke bzw. über einen Damm mit der Hauptinsel verbunden. Außerdem gehört der Nordteil des östlich gelegenen Stock Island zu Key West.
Die Insel Key West misst 13,64 km², während die Gesamtstadt eine Fläche von 19,2 km² aufweist.
Die Stadt ist aufgegliedert in die folgenden Stadtteile (Neighborhoods):
Insel Key West:
| - Bahama Village - Casa Marina - Duval Street - Historic Seaport - The Meadows - Midtown - New Town | - Old Town - Poinciana Plaza - Truman Annex - Trumbo Point - Upper Duval - White Street Gallery District |

Nebeninseln:
- Fleming Key
- Stock Island (nur der Nordteil mit dem Key West Golf Club gehört zur Stadt Key West)
- Sigsbee Park
- Sunset Key

Große Teile von Old Town und angrenzenden Bezirken sind zum Key West Historic District zusammengefasst.

### Klima
Das Klima ist tropisch und damit ganzjährig warm. Statistisch regnet es in den Sommermonaten – wenn auch nur kurzzeitig – an durchschnittlich 40 % der Tage. Die durchschnittlichen Tagestemperaturen bewegen sich von Mai bis Oktober bei bis zu 32 °C. Die kältesten Monate von Dezember bis Februar haben durchschnittliche Tagestemperaturen von 24 °C. Im Sommer führt vor allem die hohe Luftfeuchtigkeit dazu, dass die gefühlten Temperaturen deutlich oberhalb der tatsächlichen Temperatur liegen. Key West befindet sich inmitten der atlantischen Hurrikanzone und wird deswegen häufig von Hurrikanen heimgesucht.
|                       | Jan  | Feb  | Mär  | Apr  | Mai  | Jun   | Jul  | Aug   | Sep   | Okt   | Nov  | Dez  |   |         |
| Mittl. Tagesmax. (°C) | 23,8 | 24,1 | 25,9 | 27,6 | 29,5 | 30,9  | 31,7 | 31,8  | 31,1  | 29,1  | 26,7 | 24,5 | ⌀ | 28,1    |
| Mittl. Tagesmin. (°C) | 18,3 | 18,7 | 20,6 | 22,3 | 24,5 | 25,8  | 26,4 | 26,3  | 25,8  | 24,2  | 21,8 | 19,3 | ⌀ | 22,9    |
|                       |      |      |      |      |      |       |      |       |       |       |      |      |   |         |
| Niederschlag (mm)     | 51,1 | 45,7 | 43,4 | 44,4 | 87,9 | 129,3 | 91,7 | 127,8 | 148,6 | 112,3 | 72,1 | 51,3 | Σ | 1.005,6 |
|                       |      |      |      |      |      |       |      |       |       |       |      |      |   |         |
| Sonnenstunden (h/d)   | 8,1  | 8,7  | 10,0 | 10,8 | 11,0 | 10,5  | 10,9 | 9,9   | 9,0   | 8,2   | 7,7  | 7,6  | ⌀ | 9,4     |
|                       |      |      |      |      |      |       |      |       |       |       |      |      |   |         |
| Regentage (d)         | 4,5  | 4,8  | 3,8  | 2,8  | 5,8  | 9,4   | 8,3  | 11,1  | 12,1  | 8,3   | 4,9  | 4,5  | Σ | 80,3    |
|                       |      |      |      |      |      |       |      |       |       |       |      |      |   |         |
| Wassertemperatur (°C) | 24   | 23   | 24   | 26   | 28   | 28    | 30   | 30    | 29    | 28    | 26   | 25   | ⌀ | 26,8    |
|                       |      |      |      |      |      |       |      |       |       |       |      |      |   |         |
| Luftfeuchtigkeit (%)  | 78   | 77   | 74   | 73   | 73   | 74    | 72   | 73    | 75    | 76    | 77   | 78   | ⌀ | 75      |

| 18,3 |

| 18,7 |

| 20,6 |

| 22,3 |

| 24,5 |

| 25,8 |

| 26,4 |

| 26,3 |

| 25,8 |

| 24,2 |

| 21,8 |

| 19,3 |

| 18,3 |

| 18,7 |

| 20,6 |

| 22,3 |

| 24,5 |

| 25,8 |

| 26,4 |

| 26,3 |

| 25,8 |

| 24,2 |

| 21,8 |

| 19,3 |

## Geschichte

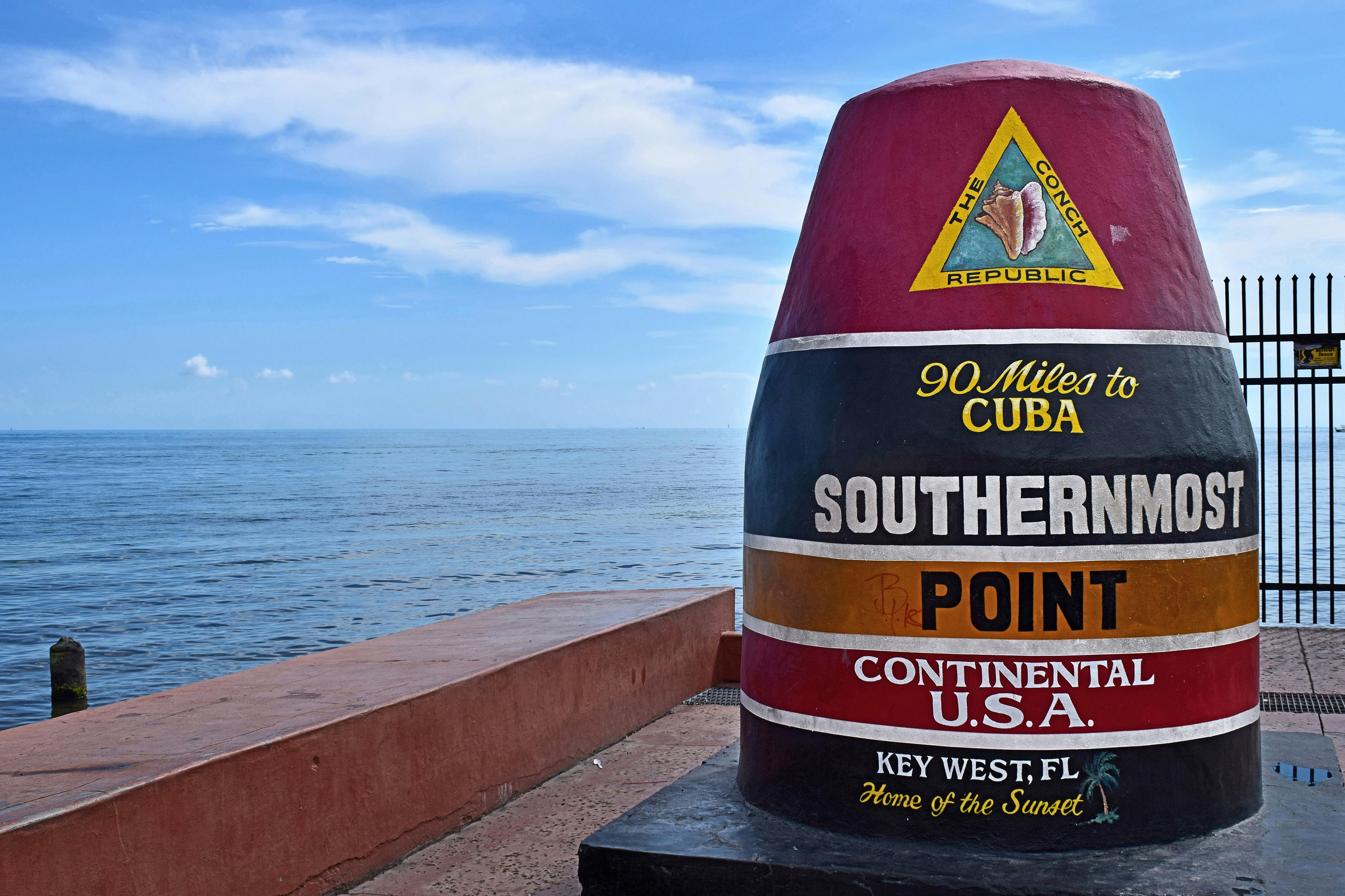
Der südlichste Punkt der Kontinentalen Vereinigten Staaten

Key West kam 1819 mit dem Florida-Territorium an die USA. 1845 begann die US-Armee mit dem Bau von Fort Zachary Taylor, das im Sezessionskrieg ein wichtiger Stützpunkt der Marine der Nordstaaten war und bis 1947 als Küstenbefestigung diente. 1912 wurde Key West als letzte und südlichste Insel an das Eisenbahnnetz der Florida East Coast Railway angeschlossen. Schon zuvor war das Pro-Kopf-Einkommen durch die Ausbeutung von Schiffswracks, den Handel mit Schwämmen sowie die Zigarrenproduktion das höchste von ganz Florida.
Durch die Fertigstellung der über zahlreiche Brücken führenden Eisenbahnanbindung an das Festland durch Henry Morrison Flagler wurde Key West zudem ein wichtiger Hafen für das nur 145 km entfernt liegende Kuba. Durch einen Hurrikan im Jahr 1935 wurde die Eisenbahnlinie zerstört und nicht wieder instand gesetzt. An ihrer Stelle wurde der über 42 Brücken führende Overseas Highway errichtet, der teilweise über die verbliebenen alten Eisenbahnbrücken führte. In den 1980er Jahren wurden viele der originalen Brücken durch Neubauten ersetzt und dienen nun als Wanderwege und Piers zum Angeln.

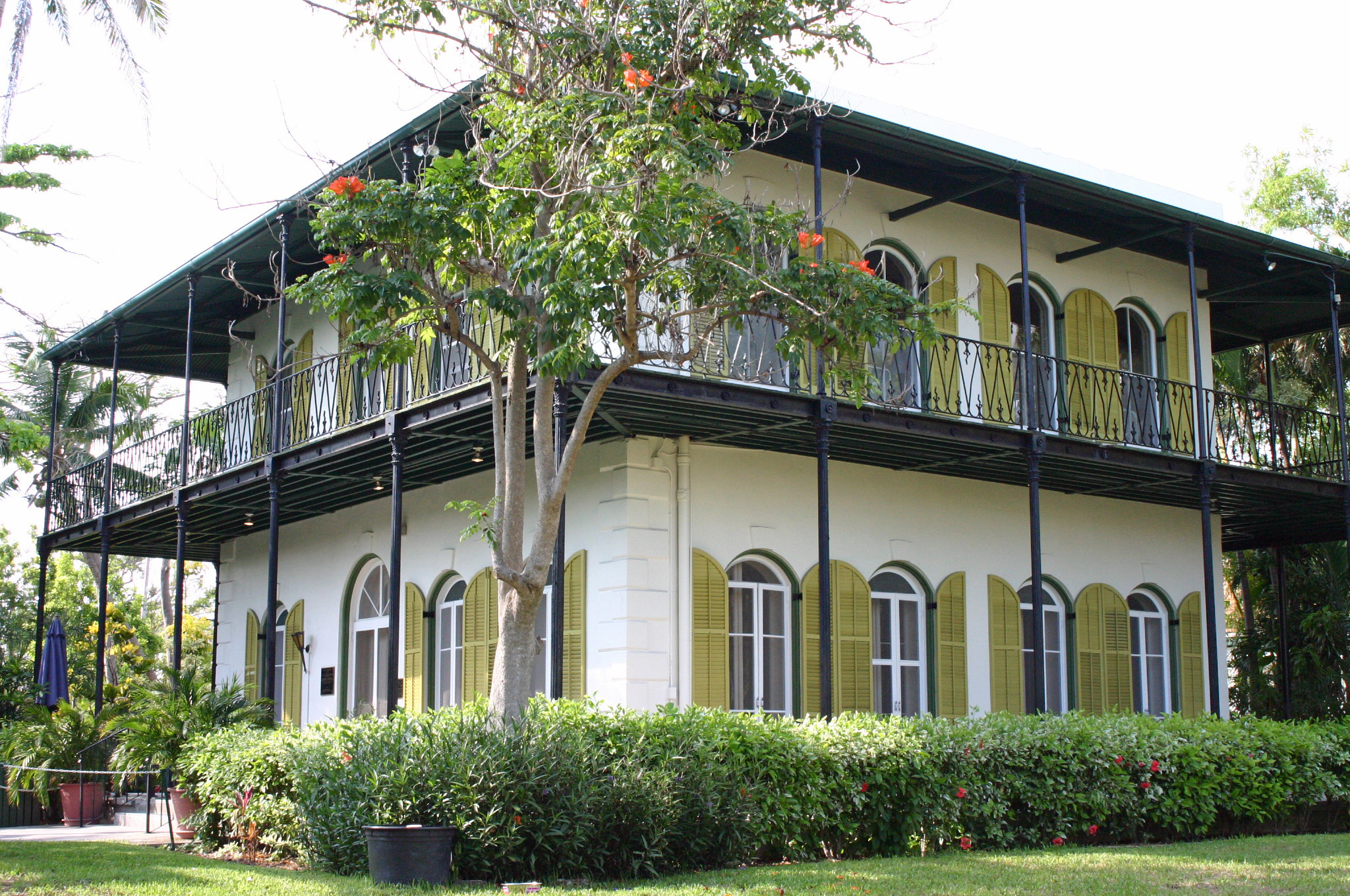
Hemingways Wohnhaus

Da Key West damit auf dem Landweg erreichbar ist, gilt der südlichste Punkt auf Key West seither als der südlichste Punkt des Festlandes der USA. Dort befindet sich auch ein Markstein mit der Aufschrift 90 Meilen nach Kuba (entsprechen 145 km). 1927 wurde die Fluggesellschaft Pan American World Airways in Key West gegründet. Der erste Flug am 19. Oktober ging als Post-Transportflug von Key West nach Havanna auf Kuba. Neun Tage später wurde die Route als Linienflug für Passagiere eingeführt. Das kleine Ladenbüro ist heute noch zu besichtigen. Ernest Hemingway lebte ab 1928 bis 1939 ein Jahrzehnt in Key West. Sein damaliges Wohnhaus ist jetzt das Hemingway-Museum in der Whitehead Street 907.
Der Börsencrash und der Abzug der Zigarrenproduktion nach Tampa führten Key West 1930 in eine tiefe Krise. Diese wurde dadurch verstärkt, dass 1935 etliche der Eisenbahnbrücken durch einen Hurrikan zerstört wurden und der Wiederaufbau erst 1938 als Verlängerung des US-Highway Nr. 1 abgeschlossen werden konnte. Während der Kubakrise 1962 floss durch die US Navy wieder verstärkt Geld nach Key West, wodurch die verfallenen Gebäude restauriert werden konnten. Dies machte die Insel für den Tourismus attraktiv, der bis heute die Haupteinnahmequelle darstellt. Der Musiker Jimmy Buffett beschrieb 1977 in seinem Lied Margaritaville das Lebensgefühl von Key West und trug damit zu einer größeren Bekanntheit des Ortes bei.
Am 23. April 1982 erklärten die Florida Keys aufgrund von verstärkten Straßenverkehrskontrollen durch die US-Behörden für kurze Zeit symbolisch ihre Unabhängigkeit von den USA und es kam zur Ausrufung der Conch Republic. Die Florida Keys erklärten den USA, mit trockenen Brotstangen bewaffnet, den Krieg. Innerhalb von 60 Sekunden kapitulierten die Inselbewohner bedingungslos und forderten eine Milliarde US-Dollar finanzielle Wiederaufbauhilfe. Die offizielle Abspaltung war gescheitert, doch die Kontrollstelle verschwand.

## Bevölkerung

### Religionen
In Key West gibt es 44 verschiedene Kirchen aus 16 unterschiedlichen Konfessionen, darunter sind die Baptisten mit 7 Kirchen am stärksten vertreten. Weiterhin gibt es zehn zu keiner Konfession gehörende Kirchen (Stand: 2004).

### Demographische Daten
Laut der Volkszählung 2010 verteilten sich die damaligen 24.649 Einwohner auf 14.107 Haushalte. Die Bevölkerungsdichte lag bei 1600,6 Einw./km². 83,8 % der Bevölkerung bezeichneten sich als Weiße, 9,7 % als Afroamerikaner, 0,4 % als Indianer und 1,6 % als Asian Americans. 2,4 % gaben die Angehörigkeit zu einer anderen Ethnie und 2,1 % zu mehreren Ethnien an. 21,2 % der Bevölkerung bestand aus Hispanics oder Latinos.
2010 lebten in 19,9 % aller Haushalte Kinder unter 18 Jahren sowie 22,9 % aller Haushalte Personen mit mindestens 65 Jahren. 47,0 % der Haushalte waren Familienhaushalte (bestehend aus verheirateten Paaren mit oder ohne Nachkommen bzw. einem Elternteil mit Nachkomme). Die durchschnittliche Größe eines Haushalts lag bei 2,15 Personen und die durchschnittliche Familiengröße bei 2,80 Personen.
16,4 % der Bevölkerung waren jünger als 20 Jahre, 31,0 % waren 20 bis 39 Jahre alt, 32,3 % waren 40 bis 59 Jahre alt und 20,2 % waren mindestens 60 Jahre alt. Das mittlere Alter betrug 42 Jahre. 55,4 % der Bevölkerung waren männlich und 44,6 % weiblich.
Das durchschnittliche Jahreseinkommen lag bei 51.385 $, dabei lebten 12,6 % der Bevölkerung unter der Armutsgrenze.
Im Jahr 2000 war Englisch die Muttersprache von 76,66 % der Bevölkerung, Spanisch sprachen 17,32 % und 6,02 % hatten eine andere Muttersprache.

## Sehenswürdigkeiten
Folgende Objekte sind im National Register of Historic Places gelistet:
| - African Cemetery at Higgs Beach - The Armory - Dry-Tortugas-Nationalpark - Fort Zachary Taylor - Eduardo H. Gato House - Ernest Hemingway House - Ingham (USCGC) - Key West Historic District - Little White House - Martello Gallery-Key West Art and Historical Museum | - Old Post Office and Customshouse - Dr. Joseph Y. Porter House - Sand Key Lighthouse - Sloppy Joe’s Bar - Thompson Fish House, Turtle Cannery and Kraals - U.S. Coast Guard Headquarters, Key West Station - US Naval Station - Veterans of Foreign Wars Walter R. Mickens Post 6021 and William Weech American Legion Post 168 - West Martello Tower - Schiff Western Union |

### Weitere interessante Sehenswürdigkeiten
- Key West Butterfly and Nature Conservatory, ein Schmetterlingszoo in der Duval Street

## Gesellschaft
Key West hat einen verhältnismäßig großen Anteil an Schwulen und Lesben in der Bevölkerung und ist für diese Gruppen auch ein beliebtes Reiseziel. Die Key West Business Guild ist die älteste schwul-lesbische Handelskammer der USA. Die Stadt ist für ihre Toleranz und Akzeptanz bekannt und hat den Leitspruch „One Human Family“ (etwa: eine (einzige) menschliche Familie), um dem Wunsch, alle Menschen mit Respekt und Würde zu behandeln, Ausdruck zu verleihen. Außerdem ist Key West das Zuhause für viele exzentrische Bewohner und zieht auch viele entsprechende Besucher an.

### Kriminalität
Die Kriminalitätsrate lag 2010 mit 343 Punkten (US-Durchschnitt: 266 Punkte) im durchschnittlichen Bereich. Es gab einen Mord, 21 Vergewaltigungen, 63 Raubüberfälle, 101 Körperverletzungen, 363 Einbrüche, 1.224 Diebstähle, 122 Autodiebstähle und zwei Brandstiftungen.

## Verkehr
Key West ist der westliche Endpunkt des Overseas Highway (U.S. 1/SR A1A/SR 5). Miami ist 240 km entfernt. Des Weiteren verfügt die Insel über einen 3 km östlich vom Stadtzentrum gelegenen Flughafen, der von amerikanischen Fluggesellschaften im nationalen Flugverkehr bedient wird.

## Persönlichkeiten

### Söhne und Töchter der Stadt
- Sidney M. Aronovitz (1920–1997), Jurist, US-Bundesrichter
- Fats Navarro (1923–1950), Jazztrompeter
- William Kessen (1925–1999), Psychologe und Wissenschaftshistoriker
- Frank Mouris (* 1944), Regisseur und Animator
- Kevin Sullivan (1949–2024), Profiwrestler
- Katherine Harris (* 1957), Politikerin, Mitglied des US-Repräsentantenhauses
- David Robinson (* 1965), ehemaliger Basketball-Spieler der San Antonio Spurs
- Lenny Curry (* 1970), Politiker, Bürgermeister von Jacksonville

### Persönlichkeiten, die vor Ort gewirkt haben
- Carl von Cosel (1877–1952), Radiologe
- Ernest Hemingway (1899–1961), Schriftsteller,
- Tennessee Williams (1911–1983), Schriftsteller
- Truman Capote (1924–1984), Schriftsteller
- Shel Silverstein (1930–1999), Cartoonist, Kinderbuchautor, Singer-Songwriter
- Jimmy Buffett (1946–2023), Sänger